# ブブゼラ

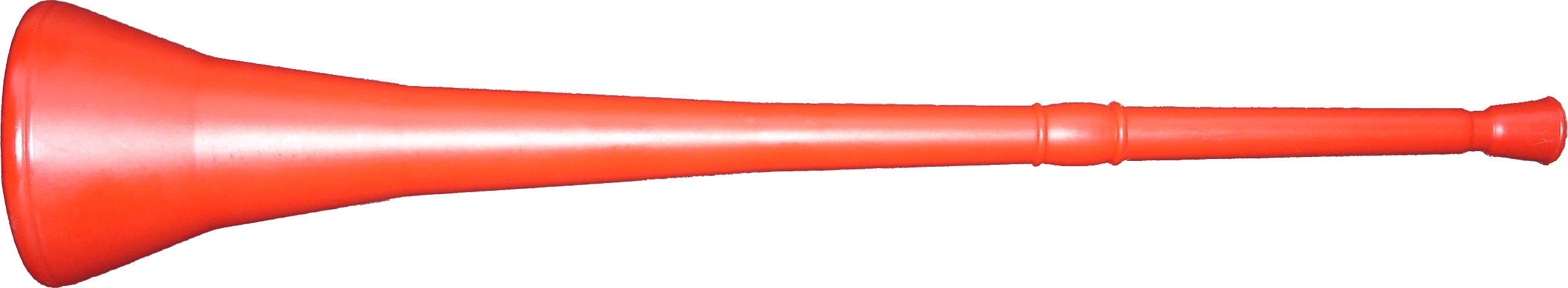
プラスチック製のブブゼラ

ブブゼラ (Vuvuzela) は、南アフリカの楽器。ツワナ語ではレパタタ (lepatata) とも呼ばれる。

## 概要

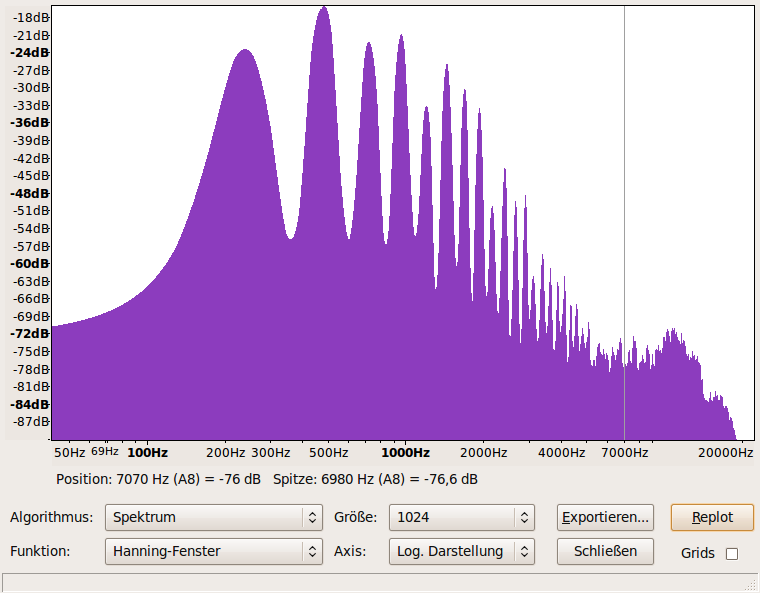
ブブゼラの発生させる音成分を示した周波数スペクトル

1メートルほどの長さのある金管楽器の一種 で、“スタジアム・ホーン” (stadium horn) とも呼ばれるチアホーンの一種である。
金管楽器の一種 ではあるが、金属製ではなく合成樹脂製 のものが一般的である。管を巻かないストレート型の単純な構造を持ち、バルブやトーンホールといった音階調整用の機構を持たず、信号ラッパやナチュラルホルンに近い。唇に当て、唇を振動させて吹くと、霧笛や象の鳴き声のような単調な、しかし非常に大きな音が出る。
南アフリカのサッカーの試合でよく吹き鳴らされ、試合の終盤になるとサポーターたちは相手チームを倒すべく熱狂的にブブゼラを吹く。南アフリカでは代表戦に限らず、国内の試合でも吹かれる。観客席で吹き鳴らされる多数のブブゼラの響きは、共鳴と共振により虫の大群の羽音のような音をスタジアム全体に響かせる。多数のブブゼラが一度に吹き鳴らされている状態では、会話がままならない事も珍しくない。
2010 FIFAワールドカップでは世界各国のサポーターがブブゼラを吹き鳴らして応援し、スタジアム全体にブブゼラの音が鳴り響く様子はこの大会の象徴的な場面となった。また、テレビ中継等で南アフリカの楽器として紹介され、日本においても広く認知されるところとなった。

## 起源
南アフリカの教会「ナザレ・バプティスト・チャーチ」の創始者Isaiah Shembe師が1910年頃にレイヨウの角を用いて開発したという説がある。当時はサッカーの試合で用いられるのではなく、同教会の信徒が祈りを捧げるときに吹き鳴らしたという。1980年代には、ダーバンにあるサッカークラブアマズールFCのサポーターたちがスタジアムで管楽器を吹き始め、その後、カイザー・チーフスFCのサポーターなどヨハネスブルク周辺に広がったという。
ブブゼラが南アフリカで一般的になったのは1990年代になってからで、この頃は既にプラスチック製が主流になっていた。最も古いものは1965年頃に登場したと言われるが、それ以前の記録は存在しない。一説によるとクーズー（ネジツノレイヨウ） の角で出来た民族楽器が元になっているとされている がこれには異論があり、ブブゼラの起源を巡っては論争も起きている。
「ブブゼラ」という名称の起源については見解が分かれている。「ブブという音を出す」を意味するズールー語であるという説や、「シャワー」を意味する非白人居住地域におけるスラングであるとする説がある。
メキシコでは1970年代以降、ブブゼラに似たプラスチック製のラッパがスポーツの応援用や祭りでの鳴物として用いられている。南アフリカでは1990年代に広まり、元は錫製のものであった。
カイザー・チーフスFCのファンであるフレディ・“サダム”・マァケ (Freddie "Saddam" Maake) は、自分がブブゼラを発明したと主張している。マァケによると1960年代に自転車用のホーンを口で吹けるように改造し、全長を延ばしたのだという。彼は1970年代と1980年代の地元のサッカーの試合、1992年と1996年の国際試合、さらに1998年にフランスで行われたワールドカップにおいてアルミニウム製のブブゼラを持って写った写真を持っている。マァケはアルミニウム製のブブゼラが危険であるという理由で禁止されたことで、プラスチック製のブブゼラを製造する企業を探すようになったと述べている。
2001年には南アフリカの企業がプラスチック製のブブゼラを大量生産して安価に供給するようになり、爆発的に普及した。その後、2004年ごろからは中華人民共和国の企業が参入、2010年現在広東省などで大量生産されプラスチック製ブブゼラの9割が同国で生産されていると見られる。

## 問題点

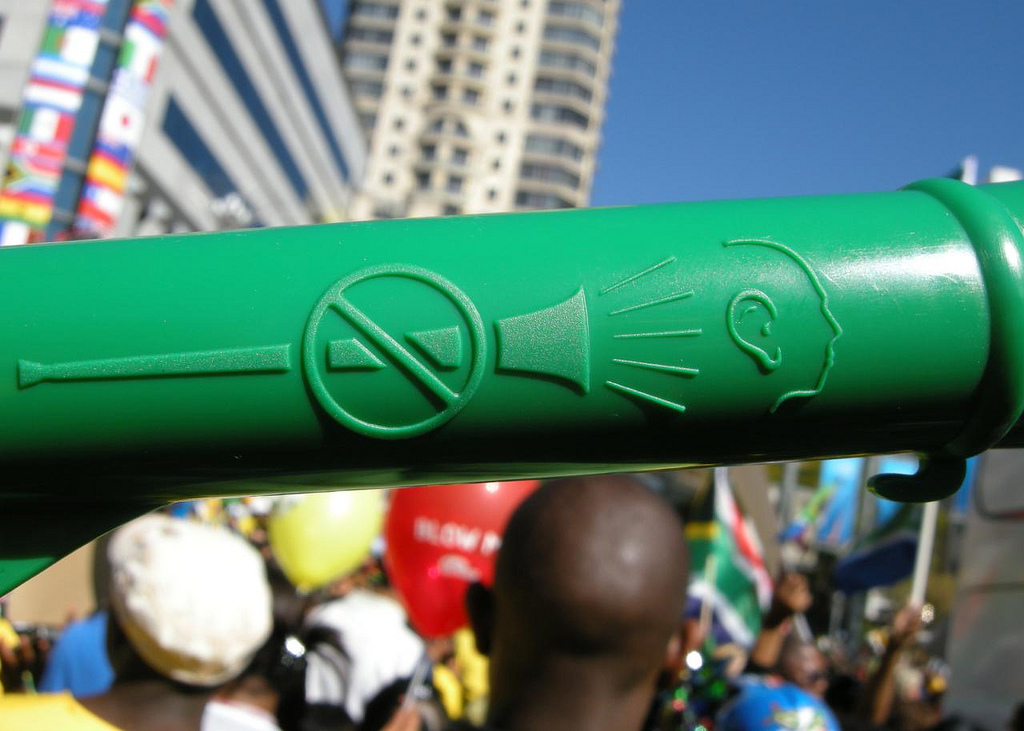
プラスチック製ブブゼラに成形されている、“人の耳元で吹かないこと”を図示した警告表示

ブブゼラは非常に大きな音が出る楽器で、騒音性難聴を引き起こす可能性がある。スイスの補聴器会社が設立した財団は85デシベルの音に長時間さらされることで難聴が引き起こされる可能性があるところ、ブブゼラは127デシベルの音を出すことから耳栓の使用が推奨されるとしている。プレトリア大学教授のDe Wet Swanepoelは3万人収容のスタジアムでブブゼラの音にさらされた11名について、一時的にではあるが深刻な聴力の低下がみられたとしている。
後述のように南アフリカで開催されたFIFAコンフェデレーションズカップ2009と2010 FIFAワールドカップにおいてブブゼラが出す大きな音に対する不満が挙がり問題視されたものの、FIFAおよび2010 FIFAワールドカップの組織委員会はブブゼラによる応援を禁止していない。しかし世界中の視聴者などから耳障りとの苦情もありフランスのケーブルテレビ局が音響効果機器を使用、ブブゼラの音の周波数だけをカットして放映することに成功した。
風邪やインフルエンザの病原菌を、咳や歓声による場合よりも大規模に拡散させる可能性も指摘されている。

## 国際大会における取り扱い

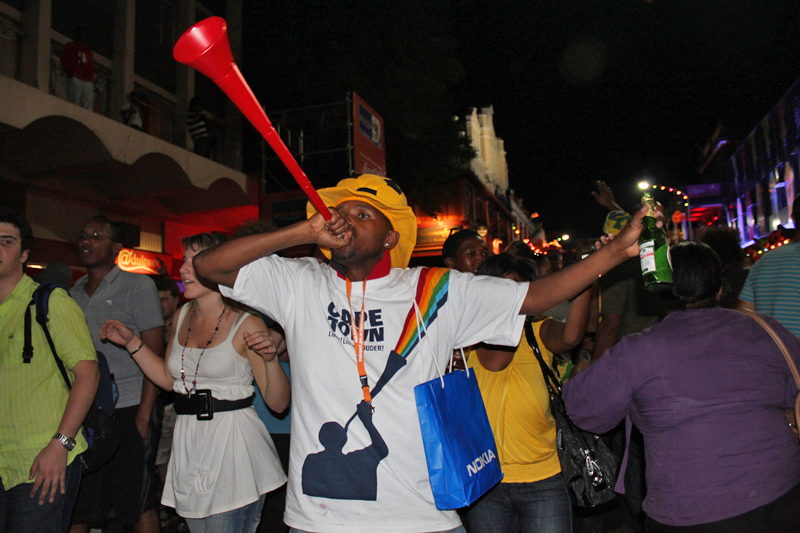
ブブゼラを吹く南アフリカのサッカーファン

ブブゼラはアフリカ、特に南アフリカにおいてサッカーの試合が行われた際や南アフリカの選手が自国外で試合を行った際に観客が吹き鳴らし、その大きな音が問題とされた例が多々あった。
南アフリカにおいてFIFAコンフェデレーションズカップ2009が開催された際、放送局や選手の一部からブブゼラが出す大きな音に対する不満や苦情が出た。
FIFAは2008年7月、FIFAコンフェデレーションズカップ2009においてブブゼラを禁止しない方針をとることを決定。さらにFIFAコンフェデレーションズカップ2009開催中の2009年6月18日、ゼップ・ブラッターFIFA会長は同大会及び翌年に南アフリカで開催される2010 FIFAワールドカップにおいてもブブゼラの使用を禁止する考えのないことを明言 しFIFAは2010 FIFAワールドカップにおいても1メートル以上の長さのものを除き ブブゼラによる応援を容認した。ブラッター会長は、「アフリカで開催されるワールドカップをヨーロッパ化すべきでない」と主張している。
2010 FIFAワールドカップの組織委員会は大会開幕直前にブブゼラの騒音に関する調査を行い 同委員会会長が「非常時のアナウンスをかき消したり、国歌斉唱の際に非礼にあたる可能性がある」と懸念を表明したが、使用を禁止する措置は講じられなかった。その結果、大会2日目までは国歌斉唱時にも吹き鳴らされたが大会3日目以降は国歌斉唱時にブブゼラはほとんど吹かれなくなった。

## 禁止された主なイベント
- カーディフ・シティ、SWALEC、およびミレニアム・スタジアムのすべてのイベント[31]
- ウィンブルドン選手権[32]
- メルボルン・クリケット・グラウンド[33]
- ヤンキー・スタジアム[34]
- サウスイースタン・カンファレンスの試合[35]
- UFCのすべてのイベント[36]
- ゲーリック体育協会のイベント[37]
- 2010年バスケットボール世界選手権[38]
- UEFA主催試合[39]
- ラグビーワールドカップ2011[40]
- ロンドンオリンピック (2012年)[41][42][43]
- フジロックフェスティバル[44]
- アトランタ・スラッシャーズのホーム試合 [45]
- KHL[46]